# دونگاره
دونگاره به دو حرف ترکیبی گفته می‌شود که نشانهٔ یک آوا باشند.
به عنوان نمونه دو حرف ch کنار هم در بسیاری از زبان‌هایی که از الفبای لاتین استفاده می‌کنند نشانگر یک آوای خاص است. دو حرف l در کنار هم (ll) در زبان اسپانیایی نیز یک دونگاره محسوب می‌شوند و هنگام مرتب‌سازی رشته‌ها ممکن است به عنوان یک نویسه با آن‌ها برخورد شود. گویش‌وران یک زبان نیز ممکن است برخی دونگاره‌ها را یک حرف به حساب آورند.
دونگاره‌ها معمولاً به صورت دو نویسهٔ جداگانه یونی‌کد نوشته می‌شوند و اینکه در هنگام نمایش به چه صورت نمایش داده شوند — مثلاً به صورت یک لیگچر — بر عهدهٔ برنامهٔ کاربردی است.